# Sam De Grasse
Sam De Grasse, nome completo Samuel Alfred De Grasse (Bathurst, 12 giugno 1875 – Los Angeles, 29 novembre 1953), è stato un attore canadese che lavorò a Hollywood all'epoca del muto.
Era il fratello minore del regista Joseph De Grasse.

## Biografia
Nato in Canada, Sam De Grasse studiò per diventare dentista. Nel 1904, sposò Annie McDonnell. La moglie, che gli aveva dato una figlia, Clementine, morì pochi anni dopo, nel 1909, probabilmente di parto. Nel 1910, Samuel che si era trasferito a Providence, nel Rhode Island insieme alla figlia, praticava la sua professione di dentista. Viveva insieme alla sorella maggiore che si chiamava anche lei Clementine, e al figlio adolescente di questa, Jerome Fauchy. Sposò in secondo nozze l'attrice britannica Ada Fuller Golden diventando il patrigno dei tre figli della nuova moglie. Joe, il fratello maggiore, aveva cominciato a lavorare per la nascente industria cinematografica e Sam decise di provare a lavorarci pure lui. Dopo essere andato a New York, nel 1912 apparve nel suo primo film.
Inizialmente, gli venivano affidati personaggio stereotipati di secondo piano ma, quando Mary Pickford, anche lei canadese, fondò insieme al marito Douglas Fairbanks un proprio studio di produzione, Samuel li raggiunse, unendosi a loro. Tra i suoi ruoli, vi fu quello del malvagio principe Giovanni in Robin Hood (1922). Molto apprezzato da Mary Pickford, che lo reputava uno dei suoi attori preferiti, Sam De Grasse si specializzò in ruoli di vilain.
Visse sulla costa occidentale fino alla morte, avvenuta a Hollywood il 29 novembre 1953, all'età di 78 anni. Fu tumulato nel Forest Lawn Memorial Park Cemetery di Glendale.

## Filmografia
- Texas Bill's Last Ride, regia di John G. Adolfi - cortometraggio (1914)
- A Diamond in the Rough, regia di John G. Adolfi - cortometraggio (1914)
- The Stolen Radium, regia di John G. Adolfi - cortometraggio (1914)
- The Horse Wrangler, regia di John G. Adolfi - cortometraggio (1914)
- The Peach Brand - cortometraggio (1914)
- The Burden, regia di John G. Adolfi - cortometraggio (1914)
- Blue Pete's Escape, regia di John G. Adolfi - cortometraggio (1914)
- Il pistolero (The Gunman), regia di Christy Cabanne - cortometraggio (1914)
- On the Border, regia di Wallace Reid - cortometraggio (1913)
- The Bank Burglar's Fate, regia di Charles D. Brown - cortometraggio (1914)
- The Inner Conscience - cortometraggio (1914)
- Through the Dark, regia di John G. Adolfi - cortometraggio (1914)
- Turned Back, regia di John G. Adolfi - cortometraggio (1914)
- Broken Nose Bailey, regia di John G. Adolfi - cortometraggio (1914)
- The Runaway Freight, regia di John G. Adolfi - cortometraggio (1914)
- The Badge of Office - cortometraggio (1914)
- The Tardy Cannon Ball, regia di John G. Adolfi - cortometraggio (1914)
- A Blotted Page, regia di John G. Adolfi - cortometraggio (1914)
- Detective Burton's Triumph, regia di John G. Adolfi - cortometraggio (1914)
- A Woman Scorned, regia di John G. Adolfi - cortometraggio (1914)
- The Kaffir's Skull, regia di John G. Adolfi - cortometraggio (1914)
- Who Shot Bud Walton?, regia di Raoul Walsh - cortometraggio (1914)
- The Beat of the Year, regia di John G. Adolfi - cortometraggio (1914)
- Heart Beats, regia di John G. Adolfi - cortometraggio (1915)
- Nascita di una nazione (The Birth of a Nation), regia di David Wark Griffith
- A Man and His Mate, regia di John G. Adolfi (1915)
- A Child of God, regia di John G. Adolfi (1915)
- 11:30 P.M., regia di Raoul Walsh - cortometraggio (1915)
- The Decoy - cortometraggio (1915)
- In Old Mexico - cortometraggio (1915)
- Tangled Paths, regia di W. Christy Cabanne - cortometraggio (1915)
- The Fatal Hour - cortometraggio (1915)
- Sotto l'unghia dei tiranni (Martyrs of the Alamo), regia di W. Christy Cabanne (1915)
- Cross Currents, regia di Francis Grandin (1915)
- The She-Devil - cortometraggio (1916)
- The Price of Power (1916)
- Acquitted, regia di Paul Powell (1916)
- I banditi del West (The Good Bad Man), regia di Allan Dwan (1916)
- An Innocent Magdalene, regia di Allan Dwan (1916)
- Il meticcio della foresta (The Half-Breed, regia di Allan Dwan (1916)
- Intolerance, regia di David Wark Griffith (1916)
- Diane of the Follies, regia di William Christy Cabanne (1916)
- Children of the Feud, regia di Joseph Henabery (1916)
- Jim Bludso, regia di Tod Browning e Wilfred Lucas (1917)
- Her Official Fathers, regia di Elmer Clifton, Joseph Henabery e, non accreditata, Dorothy Gish (1917)
- An Old Fashioned Young Man, regia di Lloyd Ingraham (1917)
- Madame Bo-Peep, regia di Chester Withey (1917)
- Wild and Woolly, regia di John Emerson (1917)
- The Empty Gun, regia di Joseph De Grasse - cortometraggio (1917)
- Anything Once, regia di Joseph De Grasse (1917)
- The Winged Mystery, regia di Joseph De Grasse (1917)
- The Scarlet Car, regia di Joseph De Grasse (1917)
- Six Shooter Andy, regia di Sidney Franklin (1918)
- Brace Up, regia di Elmer Clifton (1918)
- The Guilt of Silence, regia di Elmer Clifton (1918)
- The Mortgaged Wife, regia di Allen Holubar (1918)
- Smashing Through, regia di Elmer Clifton (1918)
- Il furto di Doris (The Silk-Lined Burglar), regia di John Francis Dillon (1919)
- Heart o' the Hills, regia di Sidney Franklin e Joseph De Grasse (1919)
- Mariti ciechi (Blind Husbands), regia di Erich Von Stroheim (1919)
- The Little Grey Mouse, regia di James P. Hogan (1920)
- Il grimaldello del diavolo (The Devil's Passkey), regia di Erich Von Stroheim (1920)
- Courage, regia di Sidney Franklin (1921)
- Robin Hood, regia di Allan Dwan (1922)
- La donna è mobile (Forsaking All Others), regia di Émile Chautard (1922)
- A Prince of a King, regia di Albert Austin (1923)
- Tiger Rose, regia di Sidney Franklin (1923)
- I predatori (The Spoilers), regia di Lambert Hillyer (1923)
- On the Threshold, regia di Renaud Hoffman (1925)
- Le tre grazie (Sally, Irene and Mary), regia di Edmund Goulding (1925)
- Il pirata nero (The Black Pirate), regia di Albert Parker (1926)
- Broken Hearts of Hollywood, regia di Lloyd Bacon  (1926)
- Il re dei re (The King of Kings), regia di Cecil B. DeMille (1927)
- Il medico di campagna (The Country Doctor), regia di Rupert Julian (1927)
- La sposa della tempesta (The Wreck of the Hesperus), regia di Elmer Clifton (1927)
- L'uomo che ride (The Man Who Laughs), regia di Paul Leni (1928)
- Honor Bound, regia di Alfred E. Green (1928)
- The Racket, regia di Lewis Milestone (1928)
- Le nostre sorelle di danza (Our Dancing Daughters), regia di Harry Beaumont (1928)
- Dog Law, regia di Jerome Storm (1928)
- The Farmer's Daughter, regia di Arthur Rosson (1928)
- Silks and Saddles, regia di Robert F. Hill (1929)
- Erik il grande (The Last Performance), regia di Paul Fejos (1929)
- Oro (Wall Street), regia di R. William Neill (1929)
- La fanciulla di Saint Cloud (Captain of the Guard), regia di John S. Robertson e, non accreditato, Pál Fejös (1930)